# Wilmar Jordán Gil
Wilmar Jordán Gil (Medellín, 17 ottobre 1990) è un calciatore colombiano, attaccante del Motagua.

## Palmarès

### Individuale
- Capocannoniere del campionato bulgaro: 1

2013-2014 (20 gol, a pari merito con Martin Kamburov)
- Capocannoniere della Super Cup: 1

2023 (7 gol)